# Nissan 300ZX
Nissan 300ZX je sportovní vůz japonské automobilky Nissan. Existují dvě generace označené jako Z31 a Z32. Nástupcem tohoto modelu je Nissan 350Z.